# 摩星嶺

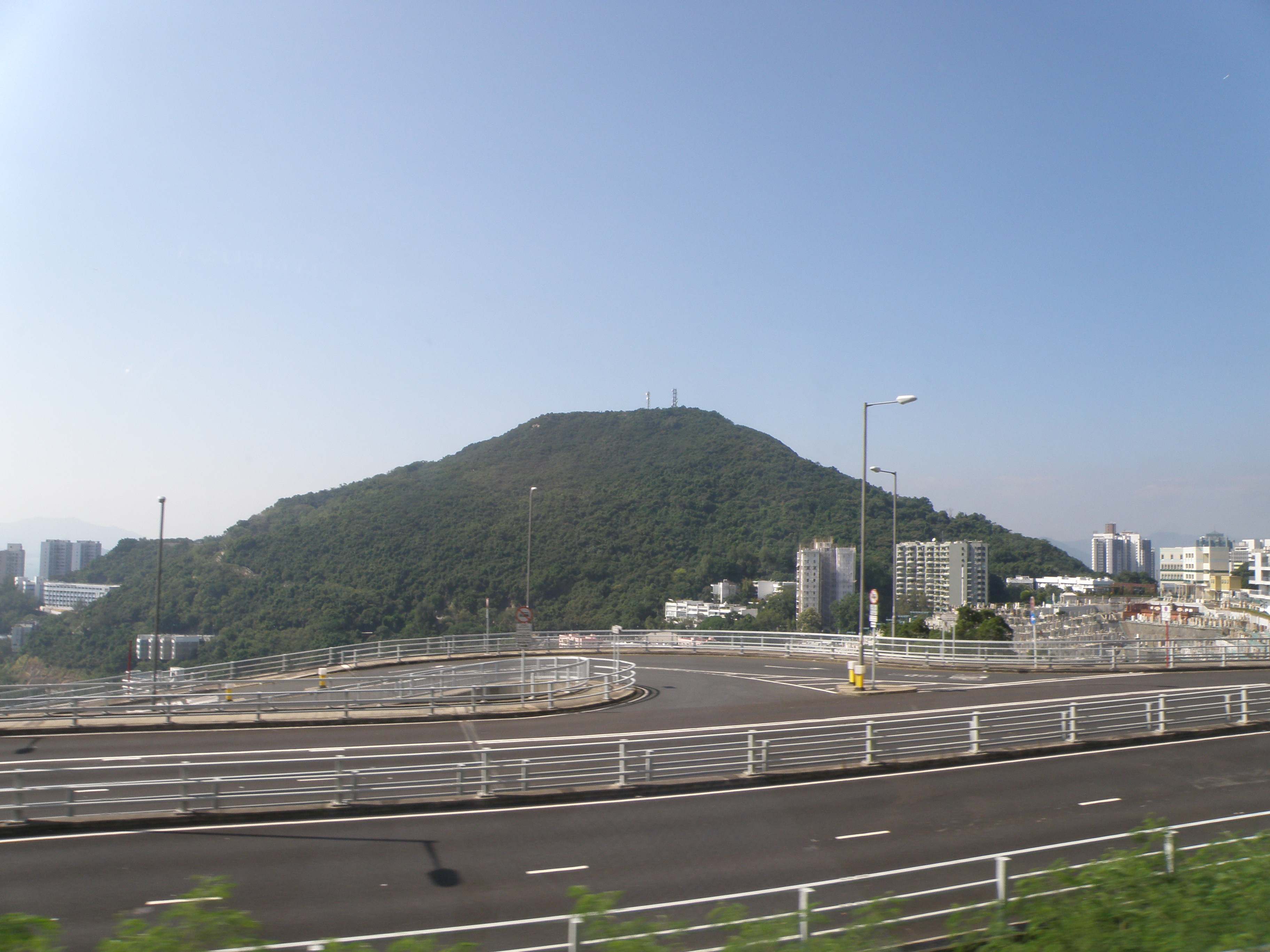
摩星嶺

摩星嶺（英語：Mount Davis）是香港島最西端的山丘，海拔260（853英尺），位於堅尼地城以南、薄扶林以北，也代表香港島西面的盡頭。摩星嶺不是獨立的地區，所以多被認爲是薄扶林的一部份，毗鄰大小青洲，兩者隔硫磺海峽相望。摩星嶺的英文名字是以香港第二任香港總督戴維斯命名。在摩星嶺可飽覽香港島西邊的美麗海景，除了可看到在硫磺海峽對面的大小青洲外，亦可眺望到南丫島、長洲、大嶼山、坪洲、周公島和大小交椅洲等等離島，更遠遠地看到青馬大橋，故此也是觀賞日落餘輝的好地方。
摩星嶺是香港島很特別的地方，近海地段建滿豪宅，然而在富豪的巨宅附近卻是曾用作拘留所的「白屋」。山腰曾是平房區（已清拆的公民村），山腳沿海旁一帶亦曾經是大量的木屋區（如海旁村、褔源村等），但在1980至90年代清拆，而現時原址已開鑿一個深入摩星嶺山體內的洞穴所建造的港島西廢物轉運站。山頂有警察通訊站及賽馬會摩星嶺青年旅舍，還有第二次世界大戰遺跡。

## 歷史
從1900年代開始，摩星嶺成為駐港英軍軍事要地，英軍曾先後興建摩星嶺要塞及銀禧炮台，在1941年香港保衛戰曾被使用，但於香港重光後荒廢。
1949年國民政府遷至台灣後，部份不願或不獲遷居台灣的退役老兵和家眷被安置於摩星嶺公民村，然而在1950年上半年發生秧歌舞事件，一群左派學生前往摩星嶺難民區向居民作出挑釁，更演變成流血衝突，結果香港政府於1950年6月把這群老兵和家眷遷往調景嶺。

## 名字由來
摩星嶺的英文名字是紀念第二位香港總督戴維斯而來，至於其中文名字「摩星嶺」的由來，暫時仍未有肯定的答案，較有可能的是取其英文名字的部分音節，即首尾兩音，遂成了摩星嶺；另外一個可能，是因為這個山嶺雖不算十分高，但倘若於「深夜昂立山頭，確有『摘斗摩霄』之慨」。再有說法是因為其背後更高的西高山又名叫「摩天嶺」，故在其旁較矮的山嶺便取名摩星嶺。

## 流亡老兵
1949年國共內戰失利的中國國民黨，部份軍眷及難民湧入香港，並於堅尼地城鐘聲游泳棚及加惠台搭建棚屋，依靠行乞或東華三院救濟為生，為數多達三千幾人。1950年政府將他們安置在摩星嶺道域多利兵房及舊機關槍堡壘內，雖簡陋而仍可容身，東華繼續為難民供應飯菜。然而在1950年上半年，一群左派學生前往該區向居民挑釁，演變成流血衝突，即為秧歌舞事件，結果香港政府於1950年6月把這些國民黨難民遷往新界東南部的調景嶺。

## 地標
- 公民村遺址
- 摩星嶺海傍村遺址
- 摩星嶺黃金屋
- 域多利道扣押中心（摩星嶺白屋）
- 賽馬會摩星嶺青年旅舍
- 摩星嶺要塞
- 銀禧炮台和日落觀瀾亭
- 昭遠墳場
- 聖嘉勒女書院
- 香港華人基督教聯會薄扶林道墳場

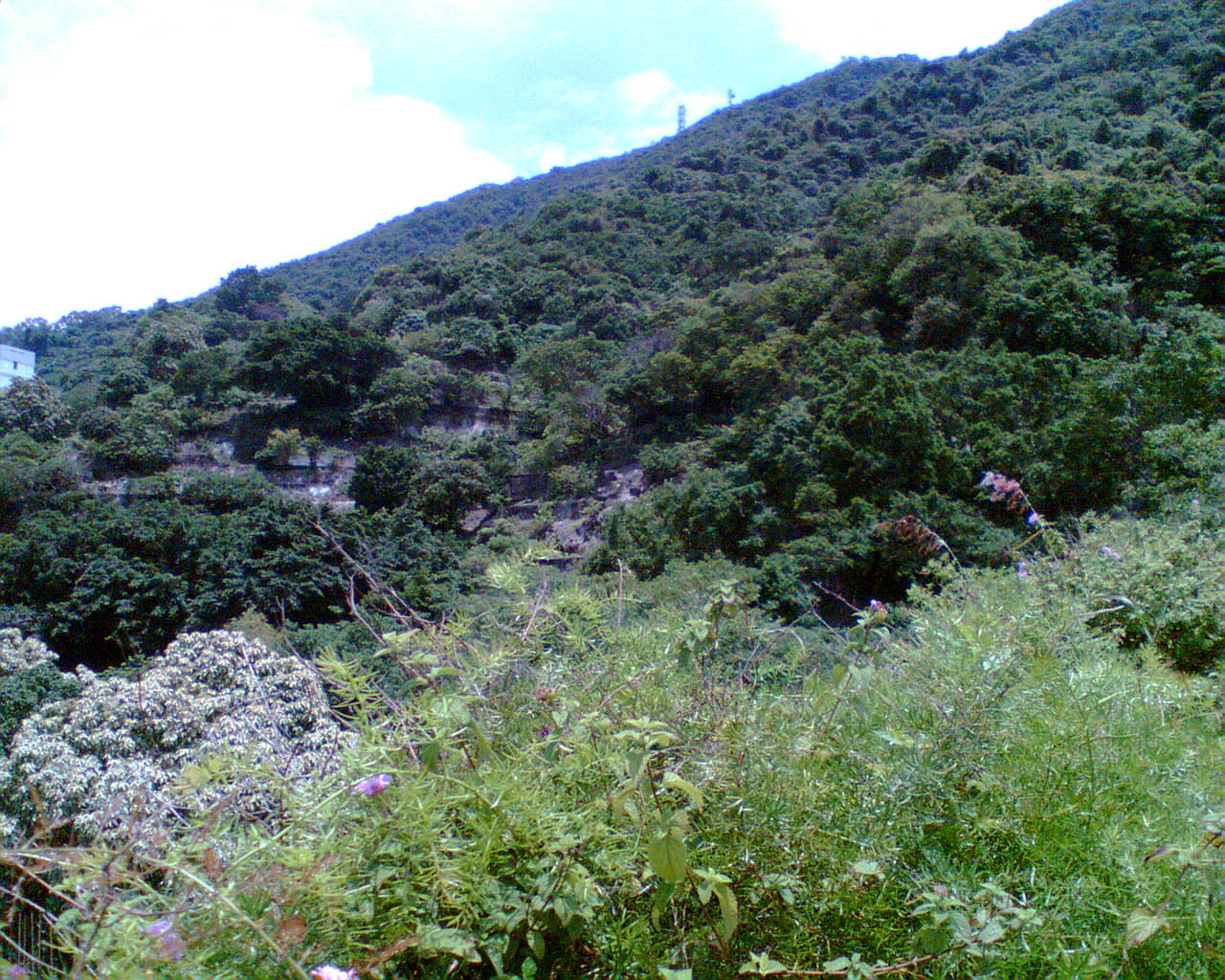
公民村山坡遺址
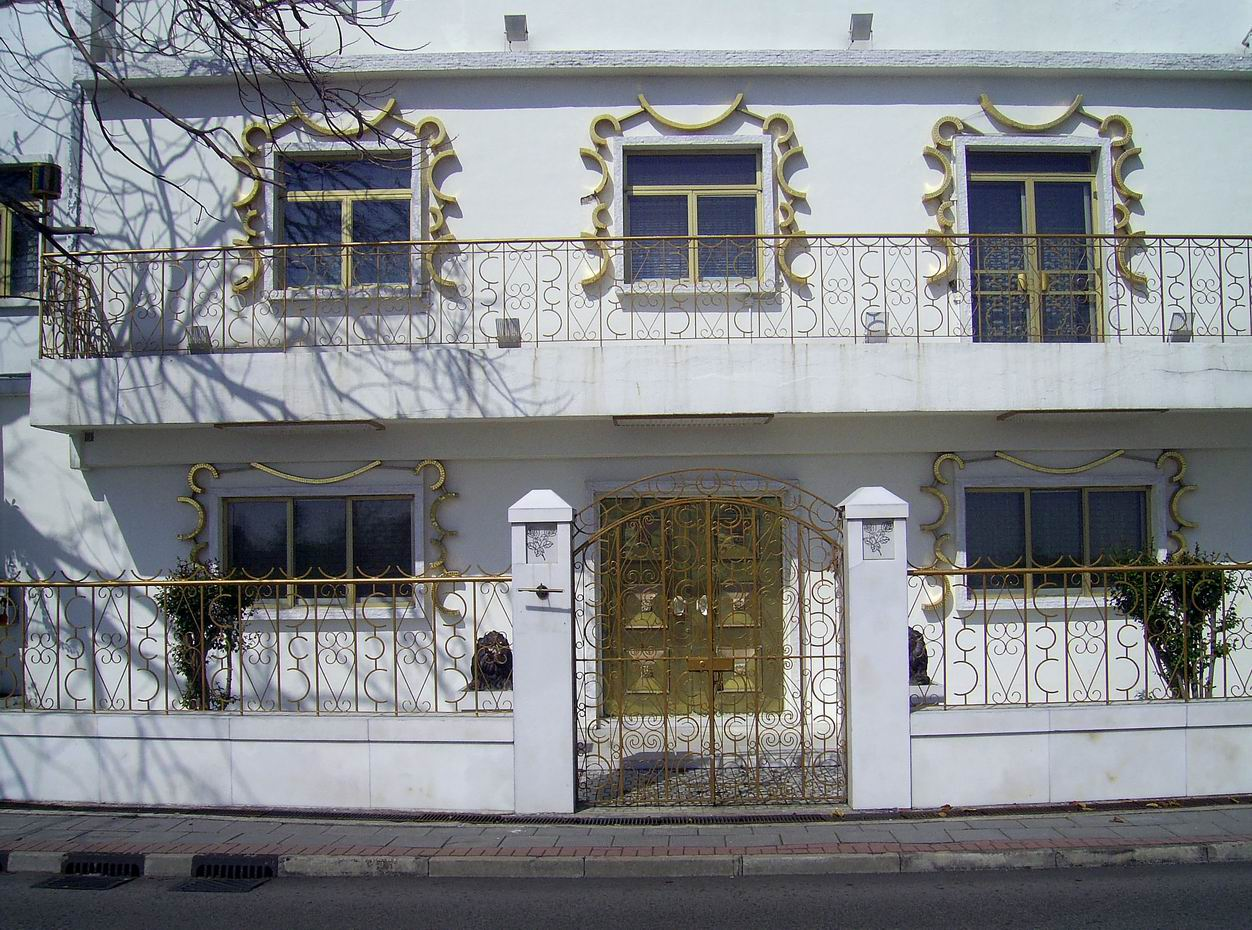
金碧輝煌「黃金屋」
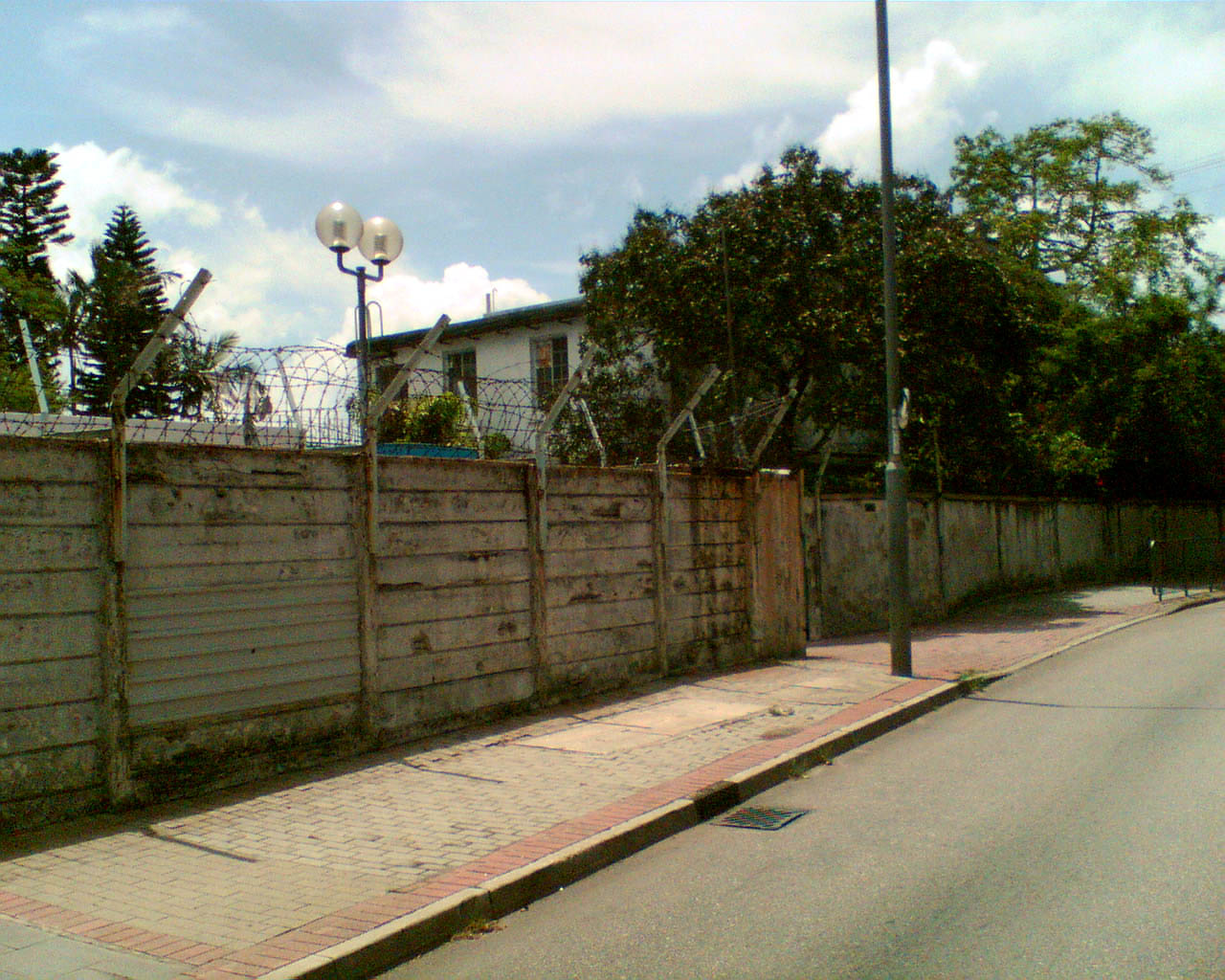
殘舊破落的「白屋」
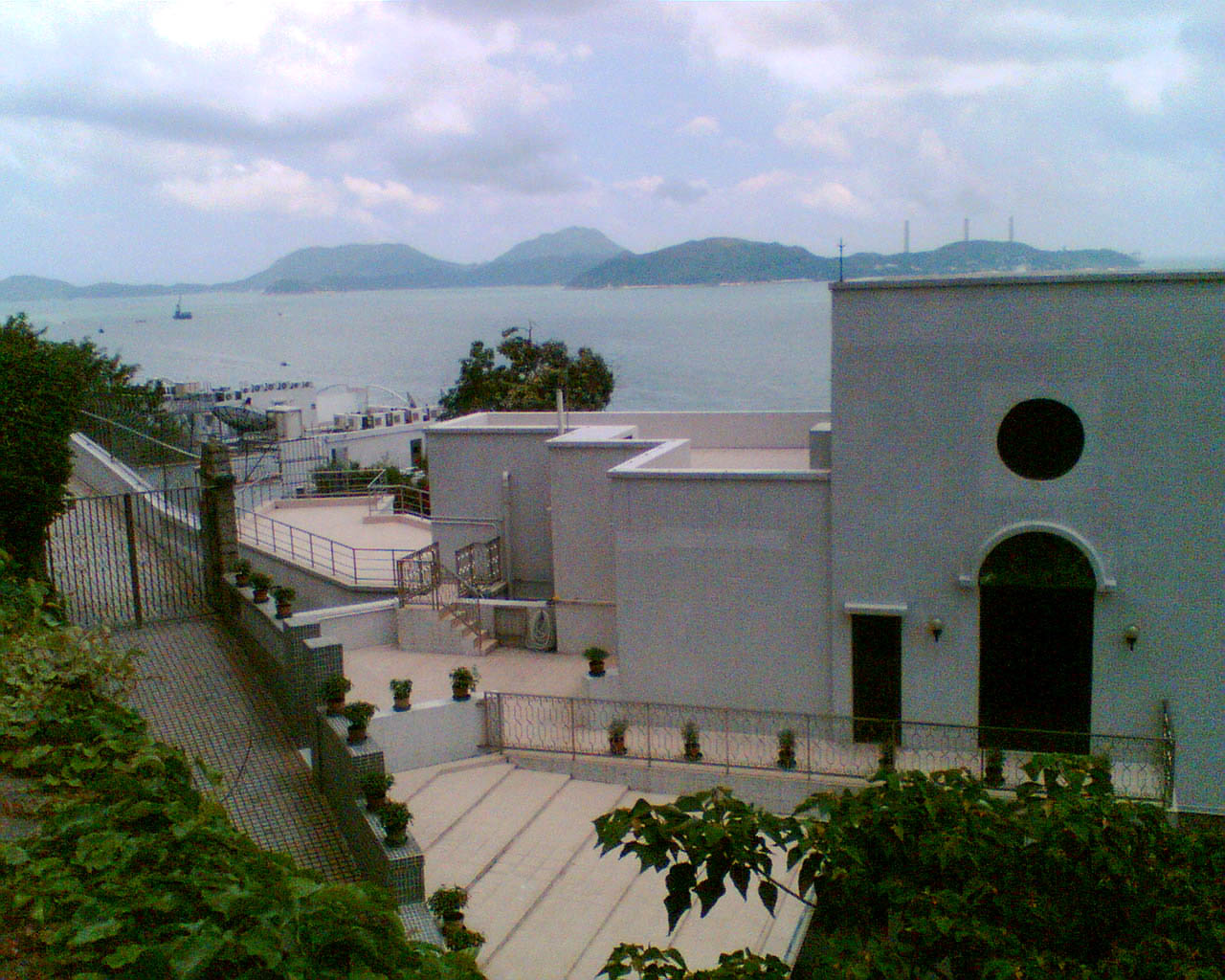
香港富商趙世曾在摩星嶺沿海的豪華住宅「趙苑」
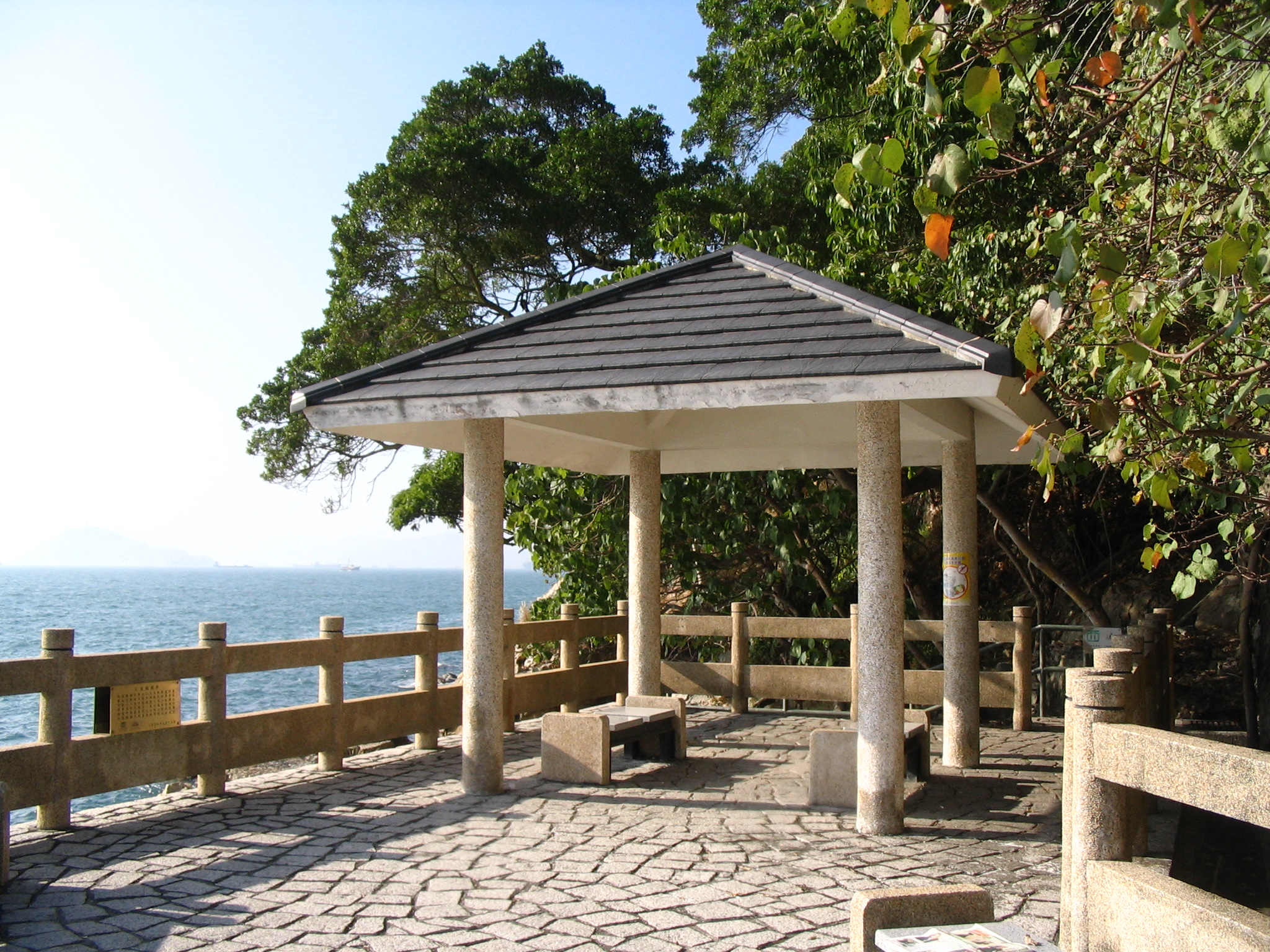
日落觀瀾亭
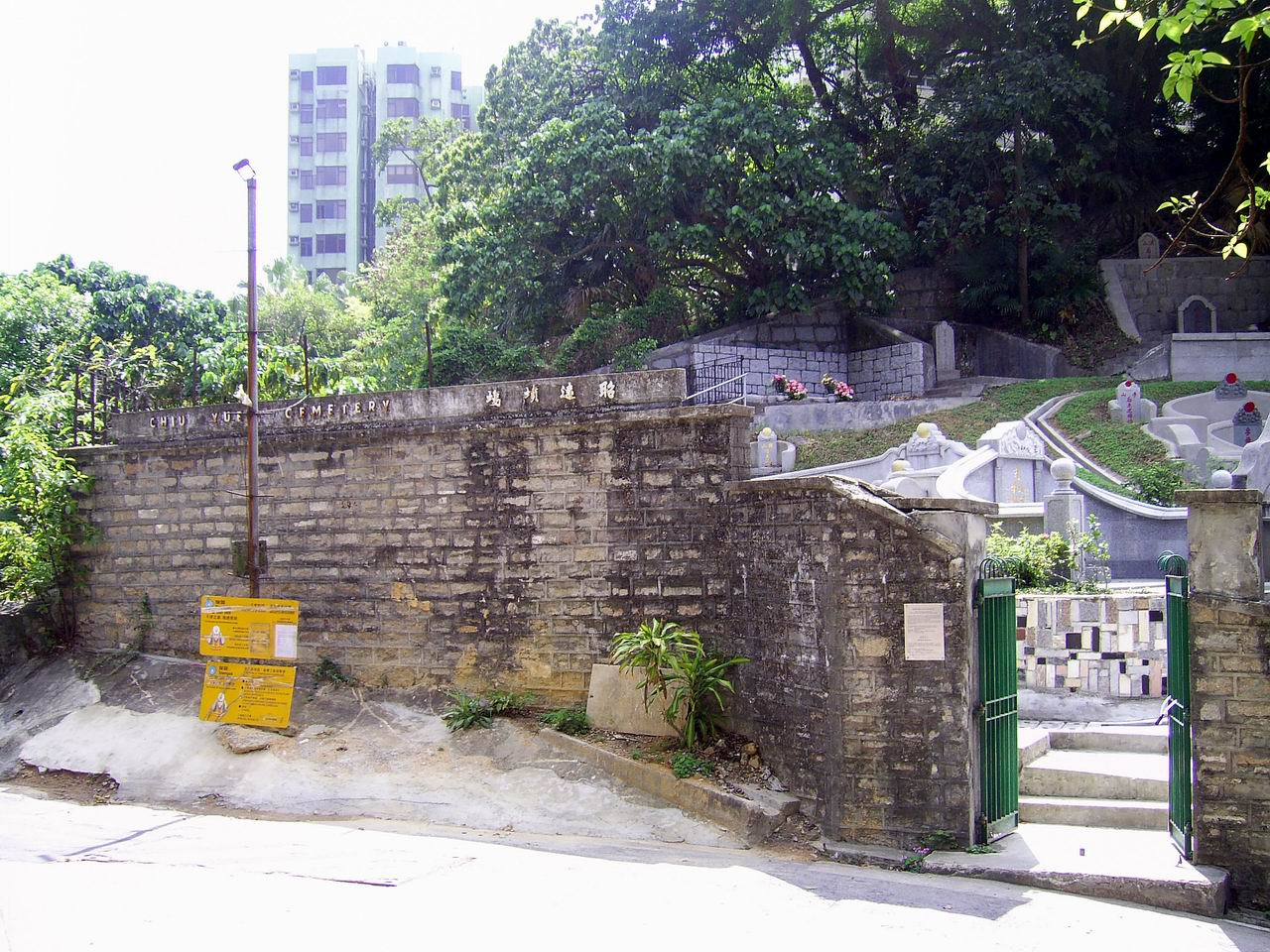
昭遠墳場
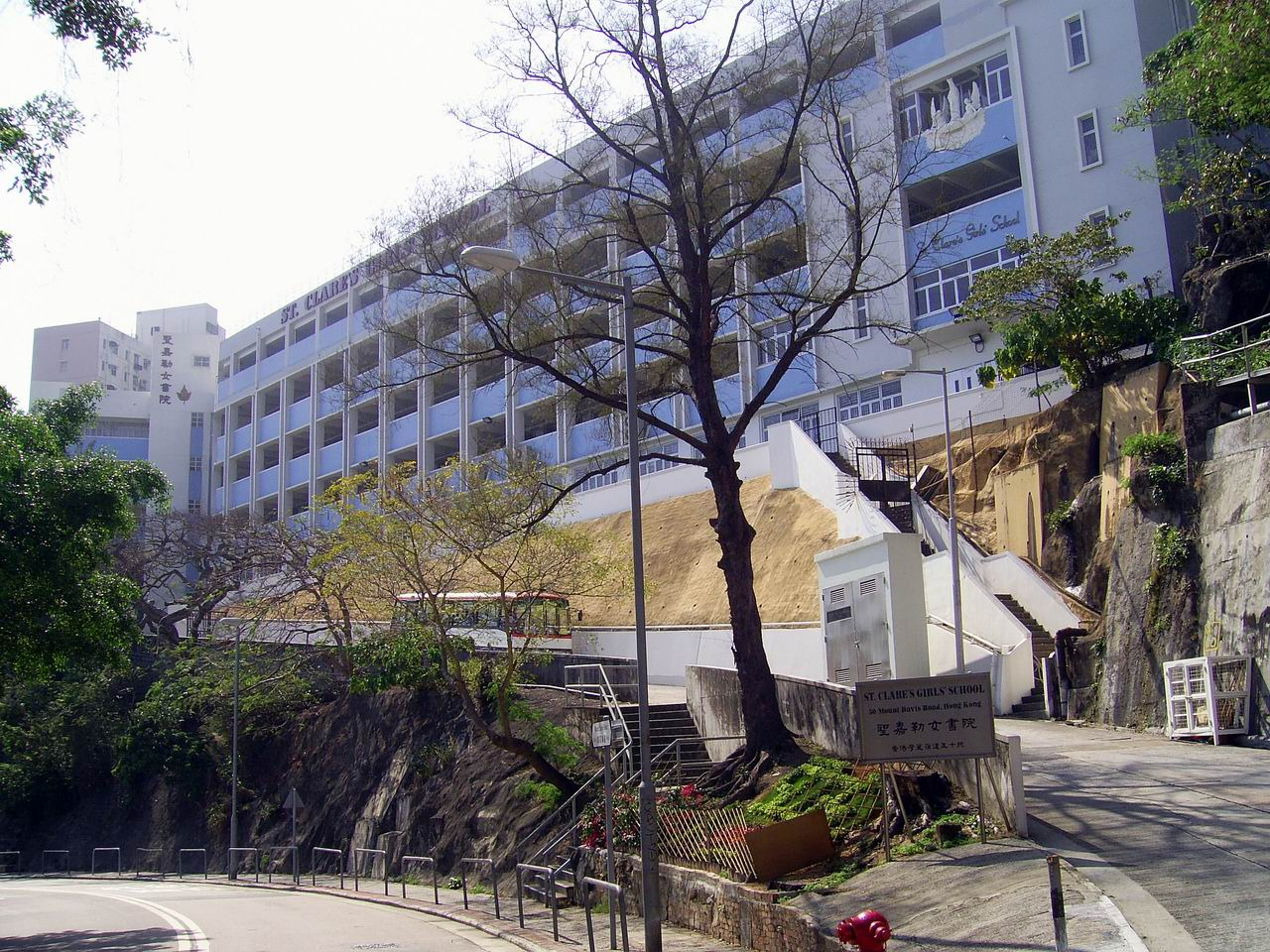
聖嘉勒女書院

## 交通
摩星嶺的域多利道沿海邊經薄扶林西部直達香港島南區，此外摩星嶺道亦是該地的主要道路。